# Ла-Салл (приход)
Ла-Салл (англ. LaSalle Parish, фр. Paroisse de La Salle) — приход штата Луизиана, США. Центр прихода - Джена. Приход был создан в 1910 году из западной части прихода Катахула и назван в честь Рене-Робера Кавелье, Сьера де ла Саль. По состоянию на 2010 год, численность населения составляла 14 890 человек.

## География
По данным Бюро переписи США, общая площадь прихода равняется 1 714,582 км2, из которых 1 618,752 км2 — суша, и 98,420 км2, или 5,700 %, — это водоёмы.

### Основные магистрали
- U.S. Highway 84
- U.S. Highway 165
- Louisiana Highway 8
- Louisiana Highway 28

### Соседние приходы
- Колдуэлл (север)
- Катахула (восток)
- Авойелс (юг)
- Рапидс (юго-запад)
- Грант (запад)
- Уинн (северо-запад)

### Население
По данным переписи населения 2000 года на территории прихода проживает 14 282 жителя в составе 5291 домашнего хозяйства и 3 798 семей. Плотность населения составляет 9,00 человек на км2. На территории прихода насчитывается 6273 жилых строения, при плотности застройки около 4,00-х строений на км2. Расовый состав населения: белые — 86,13 %, афроамериканцы — 12,20 %, коренные американцы (индейцы) — 0,64 %, азиаты — 0,18 %, гавайцы — 0,01 %, представители других рас — 0,20 %, представители двух или более рас — 0,64 %. Испаноязычные составляли 0,82 % населения независимо от расы.
В составе 33,60 % из общего числа домашних хозяйств проживают дети в возрасте до 18 лет, 59,00 % домашних хозяйств представляют собой супружеские пары, проживающие вместе, 9,80 % домашних хозяйств представляют собой одиноких женщин без супруга, 28,20 % домашних хозяйств не имеют отношения к семьям, 25,70 % домашних хозяйств состоят из одного человека, 13,00 % домашних хозяйств состоят из престарелых (65 лет и старше), проживающих в одиночестве. Средний размер домашнего хозяйства составляет 2,52 человека, и средний размер семьи 3,03 человека.
Возрастной состав прихода: 26,10 % моложе 18 лет, 9,40 % от 18 до 24, 27,20 % от 25 до 44, 22,60 % от 45 до 64 и 22,60 % от 65 и старше. Средний возраст жителя прихода 36 лет. На каждые 100 женщин приходится 100,30 мужчин. На каждые 100 женщин старше 18 лет приходится 97,20 мужчин.
Средний доход на домохозяйство прихода составлял 28 189 USD, на семью — 36 197 USD. Среднестатистический заработок мужчины был 27 431 USD против 19 697 USD для женщины. Доход на душу населения составлял 14 033 USD. Около 14,90 % семей и 18,70 % общего населения находились ниже черты бедности, в том числе — 23,70 % молодёжи (тех, кому ещё не исполнилось 18 лет) и 18,90 % тех, кому было уже больше 65 лет.